# Eucalyptus infera
Eucalyptus infera är en myrtenväxtart som beskrevs av A. Bean. Eucalyptus infera ingår i släktet Eucalyptus och familjen myrtenväxter. Inga underarter finns listade i Catalogue of Life.